# 김주로
김주로(金宙魯, 1895년 4월 8일 ~ 1963년 3월 31일)는 대한제국 독립운동가이다.

## 별칭
아명(兒名)은 김내홍(金乃洪)·김주노(金走弩), 호(號)는 월성(月城)·산남(山南)·산은(汕隱)이다. 1936년 잠시 홍콩에 거주 시절 주노 킴(Zunoh Kim)이라는 영어 이름을 사용하였다.

## 생애
일찍이 강증산, 이상호 등의 영향을 받았으며 1914년 경기도 인천고등상업학교를 나온 그는 1919년 경상북도 경주군 양북면 감포리에서 3·1 대한 독립 만세 운동에 참가하였고 1920년 음력 7월 경상북도 안동군 임하면(慶尙北道 安東郡 臨河面)에서 차경석(車京錫)을 교주로 하는 흠치교(증산교 흠치도)에 가입하여, 물론 겉으로는 종교 활동을 표방하며 대한제국 국권 회복 운동에 진력하기로 결의하였다. 그리고 그는 경상북도 일대에서 흠치교(증산교 흠치도)의 신도를 모집하여 교세를 신장하였다.
이들은 1924년 "갑자년(甲子年)에 흠치교가 표하는 힘에 의해 대한제국 조선 황조가 독립될 것"이라 선전하면서 자금 모집 및 교도 포섭에 힘을 쏟다가 일경에 발각되어 체포되었다. 결국 그는 이 일로 인하여 징역 1년형을 선고받고 옥고를 치렀다.
그 후 1921년 중화민국 장쑤 성 상하이로 망명하여 대한민국 임시정부 예하에서 1921년에서 1931년까지 한국독립당 행정위원을 지냈으며 1931년 한국독립당 탈당하였으며 그 후 1936년에서 1943년까지 홍콩에서 소작농, 치즈 장수, 땅콩 장수, 나막신 장수 등으로 소일하며 대한 독립 운동 관련 자금과 생활비와 홍콩 샹치방(홍콩에서 중국 전통 장기 두는 곳)의 샹치 경기비 등으로 사용하였고 그 후 1945년 중화민국 광둥 성 포산에서 팔일오 일본국 패망과 조선국 광복을 목도하였다.
그 후 1946년 5월 26일을 기하여 미 군정 남조선 과도정부 시대 서울 땅에 귀국 및 귀환한 그는 그 후 1946년 8월 26일을 기하여 한국독립당 복당하여 1946년 8월 26일에서 1948년 2월 26일까지 한국독립당 최고위원 직을 지냈으며 1948년 2월 26일을 기하여 한국독립당 재탈당하였다.

## 학력
- 1914년 경기도 인천고등상업학교

## 서훈
- 그의 사후 대한민국 정부에서는 고인의 공훈을 기리어 2005년 8월 15일, 대한민국 건국포장을 추서하였다.